# Liste der Monuments historiques in La Houssoye
Die Liste der Monuments historiques in La Houssoye führt die Monuments historiques in der französischen Gemeinde La Houssoye auf.

## Liste der Objekte
| Bezeichnung                                                          | Beschreibung                             | Standort                    | Kennzeichnung | Schutzstatus | Datum | Bild |
| -------------------------------------------------------------------- | ---------------------------------------- | --------------------------- | ------------- | ------------ | ----- | ---- |
| Skulptur des heiligen Christopherus                                  | Holz, polychrom gefasst, 17. Jahrhundert | in der Kirche St-Christophe | PM60005029    | Inscrit      | 2012  |      |
| Ensemble: Chorgestühl, zwei Altäre, zwei Retabel und zwei Tabernakel | Holz, 1716                               | in der Kirche St-Christophe | PM60000931    | Classé       | 1905  |      |